# Cembenoi Lac-Salé
Cembenoi Lac-Salé est une commune de l'union des Comores située sur l'ile de la Grande Comore, dans la préfecture de Mitsamiouli-Mboudé.